# Knihkupectví

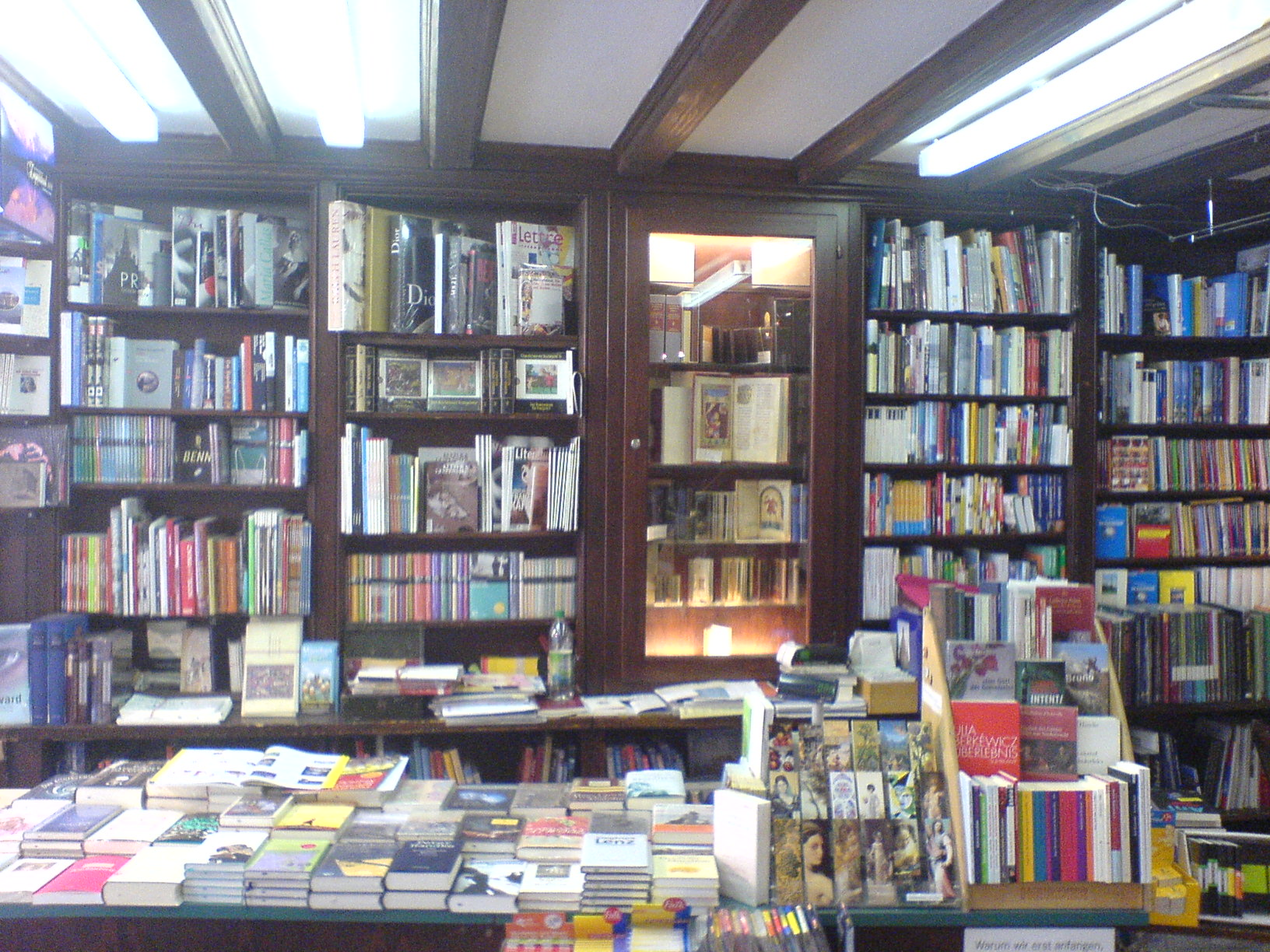
Knihkupectví v Mnichově

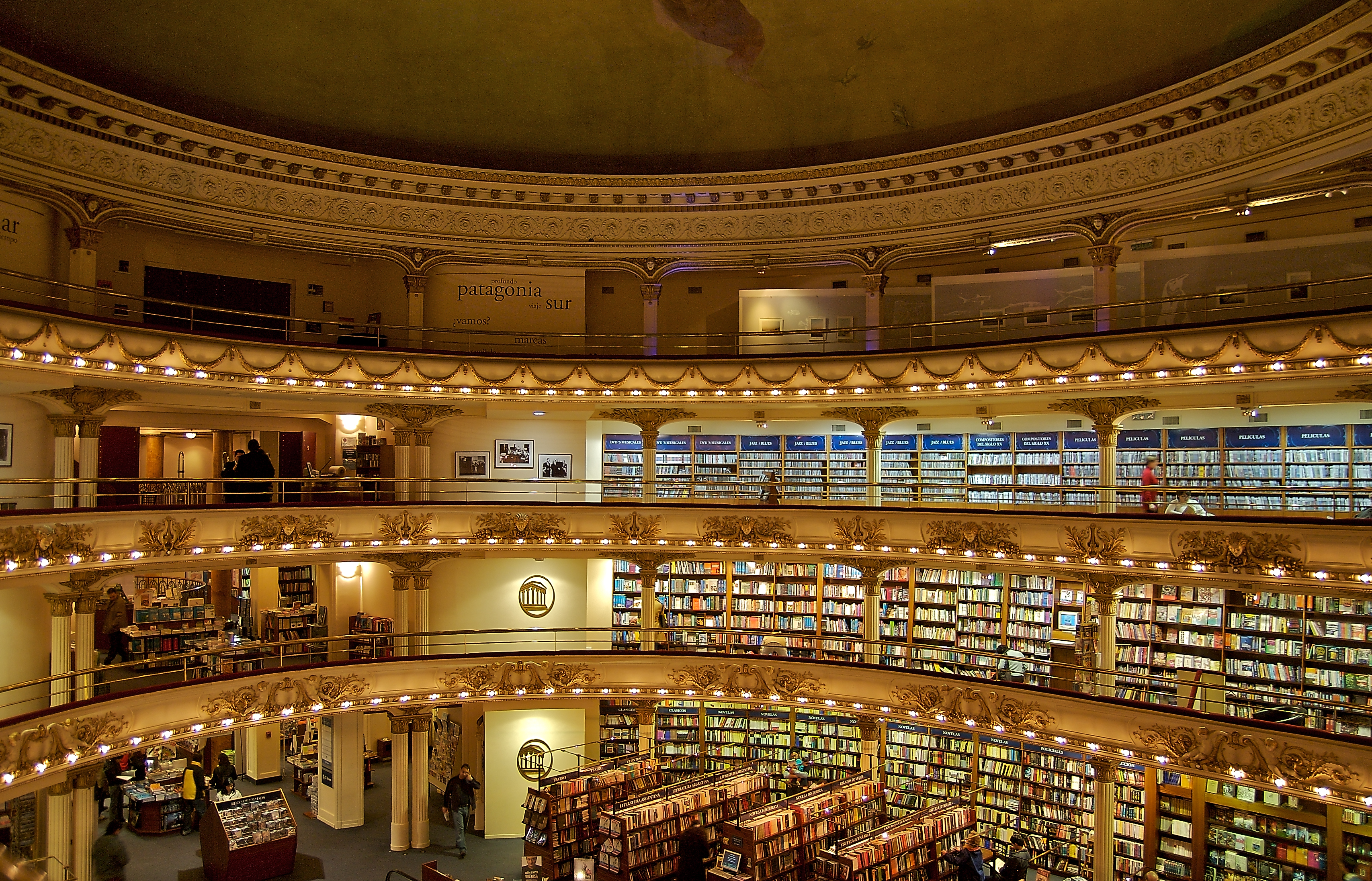
Knihkupectví v Buenos Aires, Argentina

Knihkupectví je obchodní jednotka, která se zaměřuje na prodej knih. V minulosti knihkupectví plnila také společensko-osvětovou činnost, bylo místem, které prodejem knih šířilo vzdělanost. S rozvojem informačních technologií tato vzdělávací funkce ustupuje čistě obchodním potřebám. Přesto jsou mnohá knihkupectví v Česku ještě stále místem, kde se nejen prodávají knihy, ale také pořádají výstavy nebo setkání čtenářů s autory. Knihkupectví se liší od antikvariátu tím, že prodávají pouze nové knihy. Od knihoven se liší tím, že knihy pouze prodávají a nepůjčují.

## Postup knihy obchodním řetězcem
autor > nakladatelství > tiskárna > distributor > knihkupectví > čtenář
Zde je uvedena cesta knihy od autora až ke čtenáři. V tomto řetězci není nezbytný distributor jako mezičlánek, pokud se nakladatelství rozhodne distribuovat své knihy vlastními silami. Distribuce knih znamená zajištění jejich rozvozu do většího množství knihkupectví. Nakladatelství tak vstupuje do smluvních vztahů s autory (autorské smlouvy) a s vybranými distributory. Distributoři dále uzavírají smlouvy o odběru s těmi knihkupectvími, která zásobují nebo která se nacházejí v oblastech jejich působení. Distributor získává zhruba polovinu ceny a dává knihu do komise knihkupci.
Pokud se nakladatelství rozhodne distribuovat knihy vlastními silami, znamená to, že knihy dopravuje do knihkupectví poštou, zásilkovými službami nebo rozvozem vlastními auty.
Prodej knih mezi nakladatelem a distributorem i mezi distributorem a knihkupcem probíhá dvěma způsoby. Prodejem na fakturu nebo hotovostním a prodejem komisionálním.
Prodeji knih mezi nakladatelem, distributorem a knihkupcem se říká velkoobchodní prodej.
Prodeji knih koncovým zákazníkům se říká maloobchodní prodej.

## Dělení knihkupectví
Knihkupectví lze rozdělit dle několika kritérií. Podle počtu nabízených titulů, podle prodejní plochy, podle zaměření.
Podle počtu titulů
- malá (do 5 000 titulů)
- střední (do 10 000 titulů)
- velká (do 20 000 titulů)
- knižní domy (nad 20 000 titulů)

Podle plochy
- malá (do 100 m²)
- střední (do 300 m²)
- velká (nad 300 m²)

Podle zaměření
- všeobecná knihkupectví – nabízí knihy různých žánrů bez specifického zaměření
- specializovaná knihkupectví – nabízí pouze určitý druh literatury, např. speciální prodejny učebnic, map, prodejny uměleckých publikací apod.
- univerzitní knihkupectví – soustřeďují se především na skripta a odbornou literaturu, kterou potřebují ke studiu studenti VŠ – tato knihkupectví bývají různými způsoby zvýhodňována a podporována (univerzitami, státem), např. zvýhodněným nájemným apod. aby se mohla věnovat této nekomerční literatuře

## Knihkupecký trh
Knihkupecký trh je velmi specifický. Vyžaduje poměrně velké zásoby zboží, což je kapitálově náročné. Tento problém se na knihkupeckém trhu řeší formou komisionálního prodeje. Trend na českém knihkupeckém trhu směřuje ke vznikání velkých knihkupeckých sítí a knižních domů (Kanzelsberger, VD konsorcium, Librex). Střední a malá knihkupectví tak nemohou konkurovat rozsáhlé nabídce a krachují. Malá knihkupectví mohou nalézt východisko v úzké specializaci, ale ani to jim nezaručuje přežití. Knižní trh tak směřuje k monopolizaci. Podle odhadů je v současné době v ČR cca 450 knihkupectví. Což řadí ČR na přední místo ve světě. V současnosti zanikají knihkupectví především na malých městech, kde není dostatečná kupní síla. S výjimkou akademických knihkupectví je knižní trh v soukromých rukách a funguje bez státní podpory. Na knihy platí snížená sazba 10% DPH.

## Seznam knihkupectví v Česku

### Knihkupecké sítě
- Kanzelsberger
- Librex
- Academia
- Pergamen
- BETA-Dobrovský

### Velké knižní domy
- Dům knihy LIBREX, Ostrava
- Barvič a Novotný, Brno
- Neoluxor, Praha

### Známá knihkupectví
- Knihkupectví U Malých, Jilemnice
- Fišer, Praha
- Kafkovo knihkupectví, Praha
- Knihkupectví Daniel, Praha
- U knihomola, Praha
- Wales, Praha
- Barvič a Novotný, Brno
- Krakatit, Praha
- Librex, Ostrava
- Portal, Uherské Hradiště
- Knihkupectví K&T, Vrchlabí
- Livre.cz, Bukovec
- Eruditus.cz, Ostrava
- Knihkupectví Elim, Písek

## Knihkupectví v zahraničí
- Barnes&Noble, USA
- Fnac, celosvětově
- Borders celosvětově
- Hugendubel, Německo
- Thalia, Německo
- Libro, Rakousko
- Eslite, Tchaj-wan
- Kinokuniya, Japonsko
- Matras, Polsko
- EMPIK, Polsko
- Waterstone's, Velká Británie
- W. H. Smith, Velká Británie
- Popular, Hongkong